# Danuta Madeyska
Danuta Irena Madeyska (ur. 8 stycznia 1936 w Wilnie, zm. 24 grudnia 2019) – polska arabistka i islamistka, historyk świata arabskiego i literaturoznawca, do 2014 pracownik Katedry Arabistyki i Islamistyki Uniwersytetu Warszawskiego, wcześniej także Pracowni Języka i Kultury Arabskiej Uniwersytetu Mikołaja Kopernika w Toruniu.

## Życiorys
Szkołę średnią ukończyła w Lidzbarku Warmińskim w 1953, studia w Wyższej Szkole Ekonomicznej w Sopocie w 1959. Następnie przeniosła się do Warszawy, w 1965 obroniła pracę magisterską w Instytucie Orientalistycznym Uniwersytetu Warszawskiego, następnie podjęła pracę w Katedrze Arabistyki. Była jednym ze współautorów opracowanego pod kierunkiem Józefa Bielawskiego Małego słownika kultury świata arabskiego (wyd. 1971). W 1978 obroniła napisaną pod kierunkiem J. Bielawskiego pracę doktorską Ideał kobiety arabskiej w świetle eposu Sirat Dat al-Himma a rzeczywistość historyczna.
W 1993 habilitowała się na Wydziale Neofilologii Uniwersytetu Warszawskiego na podstawie rozprawy Poetyka siratu. Studium o arabskim romansie rycerskim.  21 grudnia 2007 została mianowana profesorem belwederskim. 17 kwietnia 2008 otrzymała nominację na profesora zwyczajnego z rąk prezydenta Lecha Kaczyńskiego.
Danuta Madeyska była badaczką historii Libanu oraz współczesnej historii krajów arabskich, ich polityki oraz stosunków międzynarodowych, a także autorką podręczników akademickich do historii świata arabskiego – okres klasyczny i osmański. Jest także autorką wielu haseł encyklopedycznych i słownikowych oraz komentatorką aktualnych wydarzeń na Bliskim Wschodzie.

## Ważniejsze publikacje
- Poetyka siratu: studium o arabskim romansie rycerskim, Wydawnictwa Uniwersytetu Warszawskiego, Warszawa 1993.
- Poetics of the Sīrah: a study of the Arabic chivalrous romance, Dialog, Warszawa 2001.
- Historia świata arabskiego: okres klasyczny, od starożytności do końca epoki Umajjadów (750), Wydawnictwa Uniwersytetu Warszawskiego, Warszawa 1999.
- Historia świata arabskiego: okres osmański 1516-1920, Wydawnictwa Uniwersytetu Warszawskiego, Warszawa 1988.
- Liban, Trio, Warszawa 2003.
- Historia współczesna świata arabskiego, Wydawnictwa Uniwersytetu Warszawskiego, Warszawa 2008.